# Leontiprionus rudis
Leontiprionus rudis là một loài bọ cánh cứng trong họ Cerambycidae.